# 세계 수영 연맹
세계 수영 연맹(영어: World Aquatics 월드 아쿠아틱스[*], WA)은 수영, 수구, 다이빙, 아티스틱스위밍, 오픈워터스위밍, 하이다이빙 종목을 총괄하는 국제 스포츠 행정 기구이다. 국제 올림픽 위원회의 인준을 받아 국제 스포츠 대회와 국가 수영 연맹을 관리하고 있으며, 본부는 스위스 로잔에 있다. 25세 이상 선수만 참여할 수 있는 마스터스 선수권 대회 또한 관리하고 있다.
1908년 7월에 '국제 수영 연맹'(프랑스어: Fédération Internationale de Natation, FINA, 영어: International Swimming Federation)이라는 이름으로 창설되었고, 2023년 1월 '세계 수영 연맹'(영어: World Aquatics 월드 아쿠아틱스[*])으로 명칭을 변경했다.

## 회원국

세계 수영 연맹 회원국 현황

| 국가                   | 협회                                               | 코드 | 대륙       | 설립   | 가맹   | 비고 |
| ---------------------- | -------------------------------------------------- | ---- | ---------- | ------ | ------ | ---- |
| 가나                   | 가나 수영 협회                                     | GHA  | 아프리카   |        |        |      |
| 가봉                   | 가봉 수영 연맹                                     | GAB  | 아프리카   |        |        |      |
| 감비아                 | 감비아 수영 수상스포츠 연맹                        | GAM  | 아프리카   |        |        |      |
| 가이아나               | 가이아나 아마추어 수영 협회                        | GUY  | 아메리카   |        |        |      |
| 과테말라               | 과테말라 국가 수영 다이빙 수구 아티스틱스위밍 연맹 | GUA  | 아메리카   |        |        |      |
| 괌                     | 괌 수영 연맹                                       | GUM  | 오세아니아 |        |        |      |
| 그레나다               | 그레나다 아마추어 수영 협회                        | GRN  | 아메리카   |        |        |      |
| 그리스                 | 그리스 수영 연맹                                   | GRE  | 유럽       |        |        |      |
| 기니                   | 기니 수영 인명구조 연맹                            | GUI  | 아프리카   |        |        |      |
| 기니비사우             | 기니비사우 수영 연맹                               | GBS  | 아프리카   |        |        |      |
| 나미비아               | 나미비아 수상스포츠 연맹                           | NAM  | 아프리카   |        |        |      |
| 나이지리아             | 나이지리아 수영 연맹                               | NGR  | 아프리카   |        |        |      |
| 남아프리카 공화국      | 남아프리카 수영 연맹                               | RSA  | 아프리카   |        |        |      |
| 네덜란드               | 네덜란드 왕립 수영 연맹                            | NED  | 유럽       |        |        |      |
| 네팔                   | 네팔 수영 협회                                     | NEP  | 아시아     |        |        |      |
| 노르웨이               | 노르웨이 수영 연맹                                 | NOR  | 유럽       |        |        |      |
| 뉴질랜드               | 뉴질랜드 수상스포츠 연맹                           | NZL  | 오세아니아 |        |        |      |
| 뉴질랜드               | 뉴질랜드 다이빙 연맹                               | NZL  | 오세아니아 |        |        |      |
| 뉴질랜드               | 뉴질랜드 수영 연맹                                 | NZL  | 오세아니아 |        |        |      |
| 뉴질랜드               | 뉴질랜드 마스터스 수영 연맹                        | NZL  | 오세아니아 |        |        |      |
| 뉴질랜드               | 뉴질랜드 아티스틱스위밍 연맹                       | NZL  | 오세아니아 |        |        |      |
| 뉴질랜드               | 뉴질랜드 수구 연맹                                 | NZL  | 오세아니아 |        |        |      |
| 니제르                 | 니제르 수상스포츠 연맹                             | NIG  | 아프리카   |        |        |      |
| 니카라과               | 니카라과 수영 연맹                                 | NCA  | 아메리카   |        |        |      |
| 대한민국               | 대한수영연맹                                       | KOR  | 아시아     | 1929년 | 1948년 |      |
| 덴마크                 | 덴마크 수영 연맹                                   | DEN  | 유럽       |        |        |      |
| 도미니카 공화국        | 도미니카 수영 연맹                                 | DOM  | 아메리카   |        |        |      |
| 도미니카 연방          | 도미니카 아마추어 수영 협회                        | DMA  | 아메리카   |        |        |      |
| 독일                   | 독일 수영 연맹                                     | GER  | 유럽       |        |        |      |
| 동티모르               | 동티모르 국가 수영 연맹                            | TLS  | 아시아     |        |        |      |
| 라오스                 | 라오 수영 연맹                                     | LAO  | 아시아     |        |        |      |
| 라이베리아             | 라이베리아 국가 수영 연맹                          | LBR  | 아프리카   |        |        |      |
| 라트비아               | 라트비아 수영 연맹                                 | LAT  | 유럽       |        |        |      |
| 러시아                 | 러시아 수영 연맹                                   | RUS  | 유럽       |        |        |      |
| 러시아                 | 러시아 수구 연맹                                   | RUS  | 유럽       |        |        |      |
| 러시아                 | 러시아 다이빙 연맹                                 | RUS  | 유럽       |        |        |      |
| 러시아                 | 러시아 아티스틱스위밍 연맹                         | RUS  | 유럽       |        |        |      |
| 레바논                 | 레바논 수영 연맹                                   | LBN  | 아시아     |        |        |      |
| 레소토                 | 레소토 수영 선수 협회                              | LES  | 아프리카   |        |        |      |
| 루마니아               | 루마니아 수영 근대5종 연맹                         | ROU  | 유럽       |        |        |      |
| 루마니아               | 루마니아 수구 연맹                                 | ROU  | 유럽       |        |        |      |
| 룩셈부르크             | 룩셈부르크 수영 인명구조 연맹                      | LUX  | 유럽       |        |        |      |
| 르완다                 | 르완다 아마추어 수영 연맹                          | RWA  | 아프리카   |        |        |      |
| 리비아                 | 리비아 수영 연맹                                   | LBA  | 아프리카   |        |        |      |
| 리투아니아             | 리투아니아 수영 협회                               | LTU  | 유럽       |        |        |      |
| 리투아니아             | 리투아니아 수구 연맹                               | LTU  | 유럽       |        |        |      |
| 리히텐슈타인           | 리히텐슈타인 수영 연맹                             | LIE  | 유럽       |        |        |      |
| 마다가스카르           | 마다가스카르 수영 연맹                             | MAD  | 아프리카   |        |        |      |
| 마셜 제도              | 마셜 제도 수영 연맹                                | MHL  | 오세아니아 |        |        |      |
| 마카오                 | 중국 마카오 수영 총회                              | MAC  | 아시아     |        |        |      |
| 말라위                 | 말라위 수영 연맹                                   | MAW  | 아프리카   |        |        |      |
| 말레이시아             | 말레이시아 수영 연맹                               | MAS  | 아시아     |        |        |      |
| 말리                   | 말리 수영 연맹                                     | MLI  | 아프리카   |        |        |      |
| 멕시코                 | 멕시코 수영 연맹                                   | MEX  | 아메리카   |        |        |      |
| 모나코                 | 모나코 수영 연맹                                   | MON  | 유럽       |        |        |      |
| 모로코                 | 모로코 왕립 수영 연맹                              | MAR  | 아프리카   |        |        |      |
| 모리셔스               | 모리셔스 수영 연맹                                 | MRI  | 아프리카   |        |        |      |
| 모리타니               | 모리타니 수영 연맹                                 | MTN  | 아프리카   |        |        |      |
| 모잠비크               | 모잠비크 수영 연맹                                 | MOZ  | 아프리카   |        |        |      |
| 몬테네그로             | 몬테네그로 수영 연맹                               | MNE  | 유럽       |        |        |      |
| 몰도바                 | 몰도바 공화국 수상스포츠 연맹                      | MDA  | 유럽       |        |        |      |
| 몰도바                 | 몰도바 수구 연맹                                   | MDA  | 유럽       |        |        |      |
| 몰타                   | 몰타 수영 연맹                                     | MLT  | 유럽       |        |        |      |
| 몰디브                 | 몰디브 수영 협회                                   | MDV  | 아시아     |        |        |      |
| 몽골                   | 몽골 아마추어 수영 연맹                            | MGL  | 아시아     |        |        |      |
| 미국                   | 미국 수상스포츠 연맹                               | USA  | 아메리카   |        |        |      |
| 미국                   | 미국 다이빙 연맹                                   | USA  | 아메리카   |        |        |      |
| 미국                   | 미국 수구 연맹                                     | USA  | 아메리카   |        |        |      |
| 미국                   | 미국 수영 연맹                                     | USA  | 아메리카   |        |        |      |
| 미국                   | 미국 마스터스 수영 연맹                            | USA  | 아메리카   |        |        |      |
| 미국                   | 미국 아티스틱스위밍 연맹                           | USA  | 아메리카   |        |        |      |
| 미국령 버진아일랜드    | 버진아일랜드 수영 연맹                             | ISV  | 아메리카   |        |        |      |
| 미얀마                 | 미얀마 수영 연맹                                   | MYA  | 아시아     |        |        |      |
| 미크로네시아 연방      | 미크로네시아 연방국 수영 협회                      | FSM  | 오세아니아 |        |        |      |
| 바누아투               | 바누아투 수영 연맹                                 | VAN  | 오세아니아 |        |        |      |
| 바레인                 | 바레인 수영 협회                                   | BRN  | 아시아     |        |        |      |
| 바베이도스             | 바베이도스 수상스포츠 협회                         | BAR  | 아메리카   |        |        |      |
| 바하마                 | 바하마 수영 연맹                                   | BAH  | 아메리카   |        |        |      |
| 방글라데시             | 방글라데시 수영 연맹                               | BAN  | 아시아     |        |        |      |
| 버뮤다                 | 버뮤다 아마추어 수영 협회                          | BER  | 아메리카   |        |        |      |
| 베냉                   | 베냉 수영 연맹                                     | BEN  | 아프리카   |        |        |      |
| 베네수엘라             | 베네수엘라 수상스포츠 연맹                         | VEN  | 아메리카   |        |        |      |
| 베트남                 | 베트남 수상스포츠 협회                             | VIE  | 아시아     |        |        |      |
| 벨기에                 | 벨기에 왕립 수영 연맹                              | BEL  | 유럽       |        |        |      |
| 벨라루스               | 벨라루스 수영 연맹                                 | BLR  | 유럽       |        |        |      |
| 벨라루스               | 벨라루스 수구 연맹                                 | BLR  | 유럽       |        |        |      |
| 벨라루스               | 벨라루스 다이빙 아티스틱스위밍 연맹                | BLR  | 유럽       |        |        |      |
| 벨리즈                 | 벨리즈 수영 연맹                                   | BIZ  | 아메리카   |        |        |      |
| 보스니아 헤르체고비나  | 보스니아 헤르체고비나 수영 협회                    | BIH  | 유럽       |        |        |      |
| 보츠와나               | 보츠와나 수영 체육 협회                            | BOT  | 아프리카   |        |        |      |
| 볼리비아               | 볼리비아 수영 연맹                                 | BOL  | 아메리카   |        |        |      |
| 부룬디                 | 부룬디 수영 연맹                                   | BDI  | 아프리카   |        |        |      |
| 부르키나파소           | 부르키나파소 수영 인명구조 연맹                    | BUR  | 아프리카   |        |        |      |
| 부탄                   | 부탄 수영 연맹                                     | BHU  | 아시아     |        |        |      |
| 북마리아나 제도        | 북마리아나 제도 수영 연맹                          | NMA  | 오세아니아 |        |        |      |
| 북마케도니아           | 북마케도니아 수영 연맹                             | MKD  | 유럽       |        |        |      |
| 불가리아               | 불가리아 수영 연맹                                 | BUL  | 유럽       |        |        |      |
| 불가리아               | 불가리아 수구 연맹                                 | BUL  | 유럽       |        |        |      |
| 브라질                 | 브라질 수영 연맹                                   | BRA  | 아메리카   |        |        |      |
| 브라질                 | 브라질 다이빙 연맹                                 | BRA  | 아메리카   |        |        |      |
| 브루나이               | 브루나이 아마추어 수영 협회                        | BRU  | 아시아     |        |        |      |
| 사모아                 | 사모아 수영 협회                                   | SAM  | 오세아니아 |        |        |      |
| 사우디아라비아         | 사우디아라비아 수영 연맹                           | KSA  | 아시아     |        |        |      |
| 산마리노               | 산마리노 수영 연맹                                 | SMR  | 유럽       |        |        |      |
| 세네갈                 | 세네갈 수영 인명구조 연맹                          | SEN  | 아프리카   |        |        |      |
| 세르비아               | 세르비아 수영 연맹                                 | SRB  | 유럽       |        |        |      |
| 세르비아               | 세르비아 아티스틱스위밍 연맹                       | SRB  | 유럽       |        |        |      |
| 세르비아               | 세르비아 다이빙 협회                               | SRB  | 유럽       |        |        |      |
| 세르비아               | 세르비아 수구 연맹                                 | SRB  | 유럽       |        |        |      |
| 세이셸                 | 세이셸 수영 연맹                                   | SEY  | 아프리카   |        |        |      |
| 세인트루시아           | 세인트루시아 수영 연맹                             | LCA  | 아메리카   |        |        |      |
| 세인트빈센트 그레나딘  | 세인트빈센트 그레나딘 수영 연맹                    | VIN  | 아메리카   |        |        |      |
| 세인트키츠 네비스      | 세인트키츠 네비스 수영 연맹                        | SKN  | 아메리카   |        |        |      |
| 소말리아               | 소말리아 수영 연맹                                 | SOM  | 아프리카   |        |        |      |
| 솔로몬 제도            | 솔로몬 제도 수영 연맹                              | SOL  | 오세아니아 |        |        |      |
| 수단                   | 수단 아마추어 수영 협회                            | SUD  | 아프리카   |        |        |      |
| 수리남                 | 수리남 수영 연맹                                   | SUR  | 아메리카   |        |        |      |
| 스리랑카               | 스리랑카 수상스포츠 연맹                           | SRI  | 아시아     |        |        |      |
| 스웨덴                 | 스웨덴 수영 연맹                                   | SWE  | 유럽       |        |        |      |
| 스위스                 | 스위스 수영 연맹                                   | SUI  | 유럽       |        |        |      |
| 스페인                 | 스페인 왕립 수영 연맹                              | ESP  | 유럽       |        |        |      |
| 슬로바키아             | 슬로바키아 수영 연맹                               | SVK  | 유럽       |        |        |      |
| 슬로베니아             | 슬로베니아 수영 협회                               | SLO  | 유럽       |        |        |      |
| 슬로베니아             | 슬로베니아 수구 선수단 연맹                        | SLO  | 유럽       |        |        |      |
| 시리아                 | 시리아 아랍 수영 수상스포츠 연맹                   | SYR  | 아시아     |        |        |      |
| 시에라리온             | 시에라리온 수영 다이빙 수구 협회                   | SLE  | 아프리카   |        |        |      |
| 신트마르턴             | 신트마르턴 수영 연맹                               | MAA  | 아메리카   |        |        |      |
| 싱가포르               | 싱가포르 수영 연맹                                 | SGP  | 아시아     |        |        |      |
| 아랍에미리트           | 아랍에미리트 수영 연맹                             | UAE  | 아시아     |        |        |      |
| 아르메니아             | 아르메니아 수상스포츠 수영 연맹                    | ARM  | 유럽       |        |        |      |
| 아르메니아             | 아르메니아 수구 연맹                               | ARM  | 유럽       |        |        |      |
| 아르메니아             | 아르메니아 다이빙 연맹                             | ARM  | 유럽       |        |        |      |
| 아르메니아             | 아르메니아 아티스틱스위밍 연맹                     | ARM  | 유럽       |        |        |      |
| 아이슬란드             | 아이슬란드 수영 협회                               | ISL  | 유럽       |        |        |      |
| 아일랜드               | 아일랜드 수영 연맹                                 | IRE  | 유럽       |        |        |      |
| 안도라                 | 안도라 수영 연맹                                   | AND  | 유럽       |        |        |      |
| 알바니아               | 알바니아 수영 연맹                                 | ALB  | 유럽       |        |        |      |
| 아루바                 | 아루바 수영 연맹                                   | ARU  | 아메리카   |        |        |      |
| 아르헨티나             | 아르헨티나 수상스포츠 연맹                         | ARG  | 아메리카   |        |        |      |
| 아메리칸사모아         | 아메리칸사모아 수영 협회                           | ASA  | 오세아니아 |        |        |      |
| 아이티                 | 아이티 수상스포츠 연맹                             | HAI  | 아메리카   |        |        |      |
| 아제르바이잔           | 아제르바이잔 수영 연맹                             | AZE  | 유럽       |        |        |      |
| 아프가니스탄           | 아프가니스탄 국가 수영 연맹                        | AFG  | 아시아     |        |        |      |
| 알제리                 | 알제리 수영 연맹                                   | ALG  | 아프리카   |        |        |      |
| 앙골라                 | 앙골라 수영 연맹                                   | ANG  | 아프리카   |        |        |      |
| 앤티가 바부다          | 앤티가 바부다 수영 연맹                            | ANT  | 아메리카   |        |        |      |
| 앵귈라                 | 앵귈라 아마추어 수영 협회                          | AGU  | 아메리카   |        |        |      |
| 에리트레아             | 에리트레아 국가 수영 연맹                          | ERI  | 아프리카   |        |        |      |
| 에스와티니             | 에스와티니 수영 협회                               | SWZ  | 아프리카   |        |        |      |
| 에스토니아             | 에스토니아 수영 연맹                               | EST  | 유럽       |        |        |      |
| 에콰도르               | 에콰도르 수영 연맹                                 | ECU  | 아메리카   |        |        |      |
| 에티오피아             | 에티오피아 수영 연맹                               | ETH  | 아프리카   |        |        |      |
| 엘살바도르             | 살바도르 수영 연맹                                 | ESA  | 아메리카   |        |        |      |
| 영국                   | 영국 수영 연맹                                     | GBR  | 유럽       |        |        |      |
| 영국령 버진아일랜드    | 영국령 버진아일랜드 수영 협회                      | IVB  | 아메리카   |        |        |      |
| 예멘                   | 예멘 국가 수영 수상스포츠 연맹                     | YEM  | 아시아     |        |        |      |
| 오만                   | 오만 수영 연맹                                     | OMA  | 아시아     |        |        |      |
| 오스트레일리아         | 오스트레일리아 수영 연맹                           | AUS  | 오세아니아 |        |        |      |
| 오스트레일리아         | 오스트레일리아 아티스틱스위밍 연맹                 | AUS  | 오세아니아 |        |        |      |
| 오스트레일리아         | 오스트레일리아 수구 연맹                           | AUS  | 오세아니아 |        |        |      |
| 오스트레일리아         | 오스트레일리아 다이빙 연맹                         | AUS  | 오세아니아 |        |        |      |
| 오스트레일리아         | 오스트레일리아 마스터스 수영 연맹                  | AUS  | 오세아니아 |        |        |      |
| 오스트리아             | 오스트리아 수영 연맹                               | AUT  | 유럽       |        |        |      |
| 온두라스               | 온두라스 수영 연맹                                 | HON  | 아메리카   |        |        |      |
| 요르단                 | 요르단 수영 연맹                                   | JOR  | 아시아     |        |        |      |
| 우간다                 | 우간다 수영 연맹                                   | UGA  | 아프리카   |        |        |      |
| 우루과이               | 우루과이 수영 연맹                                 | URU  | 아메리카   |        |        |      |
| 우즈베키스탄           | 우즈베키스탄 수영 연맹                             | UZB  | 아시아     |        |        |      |
| 우크라이나             | 우크라이나 수영 연맹                               | UKR  | 유럽       |        |        |      |
| 우크라이나             | 우크라이나 아티스틱스위밍 연맹                     | UKR  | 유럽       |        |        |      |
| 우크라이나             | 우크라이나 다이빙 연맹                             | UKR  | 유럽       |        |        |      |
| 이라크                 | 이라크 수영 연맹                                   | IRQ  | 아시아     |        |        |      |
| 이란                   | 이란 이슬람 공화국 아마추어 수영 연맹              | IRI  | 아시아     |        |        |      |
| 이스라엘               | 이스라엘 수영 협회                                 | ISR  | 유럽       |        |        |      |
| 이스라엘               | 이스라엘 수구 협회                                 | ISR  | 유럽       |        |        |      |
| 이집트                 | 이집트 수영 연맹                                   | EGY  | 아프리카   |        |        |      |
| 인도                   | 인도 수영 연맹                                     | IND  | 아시아     |        |        |      |
| 인도네시아             | 인도네시아 수영 연맹                               | INA  | 아시아     |        |        |      |
| 이탈리아               | 이탈리아 수영 연맹                                 | ITA  | 유럽       |        |        |      |
| 일본                   | 일본 수영 연맹                                     | JPN  | 아시아     |        |        |      |
| 자메이카               | 자메이카 수상스포츠 연맹                           | JAM  | 아메리카   |        |        |      |
| 잠비아                 | 잠비아 아마추어 수영 연맹                          | ZAM  | 아프리카   |        |        |      |
| 적도 기니              | 적도 기니 수영 연맹                                | GEQ  | 아프리카   |        |        |      |
| 조선민주주의인민공화국 | 조선민주주의인민공화국 아마추어 수영 협회          | PRK  | 아시아     |        |        |      |
| 조지아                 | 조지아 국가 수상스포츠 연맹                        | GEO  | 유럽       |        |        |      |
| 중앙아프리카 공화국    | 중앙아프리카 수영 연맹                             | CAF  | 아프리카   |        |        |      |
| 중화 타이베이          | 중화민국 수영 협회                                 | TPE  | 아시아     |        |        |      |
| 중화인민공화국         | 중국 수영 협회                                     | CHN  | 아시아     |        |        |      |
| 지부티                 | 지부티 수영 연맹                                   | DJI  | 아프리카   |        |        |      |
| 지브롤터               | 지브롤터 아마추어 수영 협회                        | GIB  | 유럽       |        |        |      |
| 짐바브웨               | 짐바브웨 수영 연맹                                 | ZIM  | 아프리카   |        |        |      |
| 차드                   | 차드 아마추어 수영 연맹                            | CHA  | 아프리카   |        |        |      |
| 체코                   | 체코 수영 체육 협회                                | CZE  | 유럽       |        |        |      |
| 체코                   | 체코 수구 연맹                                     | CZE  | 유럽       |        |        |      |
| 칠레                   | 칠레 수상스포츠 연맹                               | col  | 아메리카   |        |        |      |
| 카메룬                 | 카메룬 수영 인명구조 연맹                          | CMR  | 아프리카   |        |        |      |
| 카보베르데             | 카보베르데 수영 연맹                               | CPV  | 아프리카   |        |        |      |
| 카자흐스탄             | 카자흐스탄 공화국 수영 연맹                        | KAZ  | 아시아     |        |        |      |
| 카타르                 | 카타르 수영 협회                                   | QAT  | 아시아     |        |        |      |
| 캄보디아               | 크메르 아마추어 수영 연맹                          | CAM  | 아시아     |        |        |      |
| 캐나다                 | 캐나다 수상스포츠 연맹                             | CAN  | 아메리카   |        |        |      |
| 캐나다                 | 캐나다 수구 연맹                                   | CAN  | 아메리카   |        |        |      |
| 캐나다                 | 캐나다 아티스틱스위밍 연맹                         | CAN  | 아메리카   |        |        |      |
| 캐나다                 | 캐나다 다이빙 연맹                                 | CAN  | 아메리카   |        |        |      |
| 캐나다                 | 캐나다 수영 연맹                                   | CAN  | 아메리카   |        |        |      |
| 케냐                   | 케냐 수영 연맹                                     | KEN  | 아프리카   |        |        |      |
| 케이맨 제도            | 케이맨 제도 수상스포츠 협회                        | CAY  | 아메리카   |        |        |      |
| 코모로                 | 코모로 수영 연맹                                   | COM  | 아프리카   |        |        |      |
| 코소보                 | 코소보 수상스포츠 연맹                             | KOS  | 유럽       |        |        |      |
| 코스타리카             | 코스타리카 수상스포츠 연맹                         | CRC  | 아메리카   |        |        |      |
| 코트디부아르           | 코트디부아르 수영 인명구조 연맹                    | CIV  | 아프리카   |        |        |      |
| 콜롬비아               | 콜롬비아 수영 연맹                                 | COL  | 아메리카   |        |        |      |
| 콩고 공화국            | 콩고 수영 연맹                                     | CGO  | 아프리카   |        |        |      |
| 콩고 민주 공화국       | 콩고 민주 공화국 수영 연맹                         | COD  | 아프리카   |        |        |      |
| 쿠바                   | 쿠바 수영 연맹                                     | CUB  | 아메리카   |        |        |      |
| 쿠웨이트               | 쿠웨이트 수영 연맹                                 | KUW  | 아시아     |        |        |      |
| 쿡 제도                | 쿡 제도 수영 연맹                                  | COK  | 오세아니아 |        |        |      |
| 퀴라소                 | 퀴라소 수영 연맹                                   | CUR  | 아메리카   |        |        |      |
| 크로아티아             | 크로아티아 수영 협회                               | CRO  | 유럽       |        |        |      |
| 크로아티아             | 크로아티아 수구 연맹                               | CRO  | 유럽       |        |        |      |
| 키르기스스탄           | 키르기스스탄 공화국 수상스포츠 연맹                | KGZ  | 아시아     |        |        |      |
| 키프로스               | 키프로스 수영 연맹                                 | CYP  | 유럽       |        |        |      |
| 타지키스탄             | 타지키스탄 공화국 국가 수영 연맹                   | TJK  | 아시아     |        |        |      |
| 탄자니아               | 탄자니아 수영 협회                                 | TAN  | 아프리카   |        |        |      |
| 태국                   | 태국 수영 협회                                     | THA  | 아시아     |        |        |      |
| 터크스 케이커스 제도   | 터크스 케이커스 제도 수영 연맹                     | TCN  | 아메리카   |        |        |      |
| 토고                   | 토고 수영 인명구조 연맹                            | TOG  | 아프리카   |        |        |      |
| 통가                   | 통가 수영 협회                                     | TGA  | 오세아니아 |        |        |      |
| 투르크메니스탄         | 투르크메니스탄 국가 수영 연맹                      | TKM  | 아시아     |        |        |      |
| 튀니지                 | 튀니지 수영 연맹                                   | TUN  | 아프리카   |        |        |      |
| 튀르키예               | 튀르키예 수영 연맹                                 | TUR  | 유럽       |        |        |      |
| 튀르키예               | 튀르키예 수구 연맹                                 | TUR  | 유럽       |        |        |      |
| 트리니다드 토바고      | 트리니다드 토바고 수상스포츠 협회                  | TTO  | 아메리카   |        |        |      |
| 파나마                 | 파나마 수영 연맹                                   | PAN  | 아메리카   |        |        |      |
| 파라과이               | 파라과이 수상스포츠 연맹                           | PAR  | 아메리카   |        |        |      |
| 파키스탄               | 파키스탄 수영 연맹                                 | PAK  | 아시아     |        |        |      |
| 파푸아뉴기니           | 파푸아뉴기니 수영 연맹                             | PNG  | 오세아니아 |        |        |      |
| 팔라우                 | 팔라우 수영 협회                                   | PLW  | 오세아니아 |        |        |      |
| 팔레스타인             | 팔레스타인 수영 수상스포츠 연맹                    | PLE  | 아시아     |        |        |      |
| 페로 제도              | 페로 제도 수영 연맹                                | FRO  | 유럽       |        |        |      |
| 페루                   | 페루 수영 체육 연맹                                | PER  | 아메리카   |        |        |      |
| 포르투갈               | 포르투갈 수영 연맹                                 | POR  | 유럽       |        |        |      |
| 폴란드                 | 폴란드 수영 연맹                                   | POL  | 유럽       |        |        |      |
| 푸에르토리코           | 푸에르토리코 수영 연맹                             | PUR  | 아메리카   |        |        |      |
| 프랑스                 | 프랑스 수영 연맹                                   | FRA  | 유럽       |        |        |      |
| 피지                   | 피지 수영 연맹                                     | FJI  | 오세아니아 |        |        |      |
| 핀란드                 | 핀란드 수영 연맹                                   | FIN  | 유럽       |        |        |      |
| 필리핀                 | 필리핀 수영 연맹                                   | PHI  | 아시아     |        |        |      |
| 헝가리                 | 헝가리 수영 협회                                   | HUN  | 유럽       |        |        |      |
| 헝가리                 | 헝가리 수구 연맹                                   | HUN  | 유럽       |        |        |      |
| 헝가리                 | 헝가리 아티스틱스위밍 연맹                         | HUN  | 유럽       |        |        |      |
| 헝가리                 | 헝가리 다이빙 연맹                                 | HUN  | 유럽       |        |        |      |
| 홍콩                   | 중국 홍콩 수영 총회                                | HKG  | 아시아     |        |        |      |

## 참고 문헌
- 〈세계 수영 연맹〉. 《두피디아》. 두산.
- “세계 수영 연맹” (영어). 국제 협회 연합.
- “세계 수영 연맹” (영어). 국제 경기 연맹 총연합회.
- “NATIONAL FEDERATIONS” (영어). 세계 수영 연맹.

## 같이 보기
- 수영 (스포츠)
- 수구
- 다이빙
- 아티스틱스위밍
- 오픈워터스위밍
- 하이다이빙